# Liste der Baudenkmäler in Fürstenried
Auf dieser Seite sind die Baudenkmäler im Münchner Stadtteil Fürstenried im Stadtbezirk 19 Thalkirchen-Obersendling-Forstenried-Fürstenried-Solln aufgelistet. Zu diesen Baudenkmälern gibt es auch eine Bildersammlung und ein Fotoalbum mit ausgewählten Bildern.
Diese Liste ist Teil der Liste der Baudenkmäler in München. Grundlage ist die Bayerische Denkmalliste, die auf Basis des bayerischen Denkmalschutzgesetzes vom 1. Oktober 1973 erstmals erstellt wurde und seither durch das Bayerische Landesamt für Denkmalpflege geführt und aktualisiert wird. Die folgenden Angaben ersetzen nicht die rechtsverbindliche Auskunft der Denkmalschutzbehörde.

## Ensembles

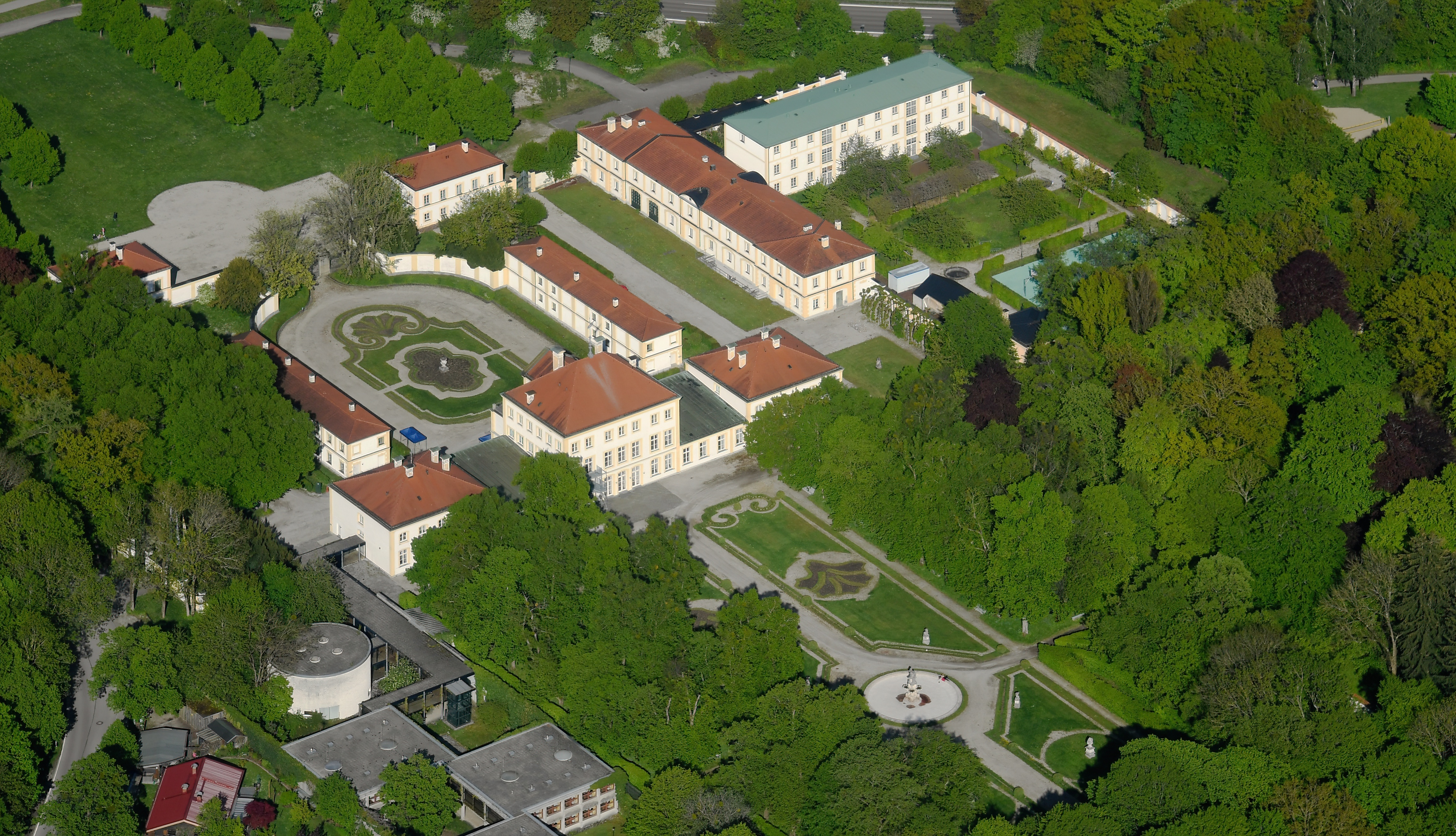
Luftbild des Schlosses und Schlossparks Fürstenried

- Schloss Fürstenried mit Umgebung. Das Ensemble umfasst Schloss Fürstenried, eine bedeutende barocke Schlossanlage des frühen 18. Jahrhunderts, und die auf das Schloss zuführende Allee sowie das ehemals zum Schloss gehörige Wirtschaftsgebäude. Das ehemalige kurfürstliche Jagdschloss Fürstenried wurde von 1715 bis 1717 unter dem Kurfürsten Max II. Emanuel durch Joseph Effner an der Stelle eines älteren Jagdhauses errichtet und war in der Zeit dieses Kurfürsten Ausgangspunkt großer und aufwendiger Jagdveranstaltungen. In den Jahren zwischen 1878 und 1916 war es Aufenthaltsort des geisteskranken Königs Otto; 1925 wurde es zum Exerzitienhaus der Erzdiözese München-Freising umgebaut. Die Gesamtanlage ist symmetrisch aufgebaut und in Bauwürfel klar gegliedert; der Hauptbau teilt sich in drei durch niedrigere Zwischentrakte verbundene Pavillons und wird beherrscht von dem dreigeschossigen Mittelbau mit vorgezogenen Risaliten. Der durch langgestreckte Nebengebäude flankierte Vorhof ist durch viertelkreisförmige Mauern mit der Einfahrt verbunden, beiderseits davon kubische Pavillons. Der gesamte Schlossbereich mit dem südwestlich angelegten Garten in französischem Stil ist durch eine Mauer eingefasst. Städtebaulich zugehörig ist die auf die Mittelachse des Schlosses zuführende Allee mit Lindenbäumen, die auf die über acht Kilometer entfernt liegende Frauenkirche hin orientiert wurde. Ehemals zum Schloss gehört das nordwestlich liegende Wirtschaftsgebäude, die Gaststätte zur Schwaige, ein erdgeschossiger Satteldachbau mit Walmdachzwerchhaus aus dem 18. Jahrhundert. (E-1-62-000-16)

## Einzelbauwerke
| Lage                                             | Objekt                        | Beschreibung | Akten-Nr.                | Bild                          |
| ------------------------------------------------ | ----------------------------- | --- | ------------------------ | ----------------------------- |
| Allgäuer Straße 38 (Standort)                    | Wiederkunft des Herrn         | Katholische Pfarrkirche, kubischer Stahlbetonskelettbau aus Fertigteilen in der Art eines Zweckbaus, Verkleidung der rasterartig verglasten Fassade mit Farb- und Bildtafeln; in den 1970–72 durch den Architekten Robert Gerum, Augsburg, auf modelliertem Gelände errichteten Gebäudekomplex des gleichnamigen Pfarrzentrums mit Pfarrhaus (Königswieser Straße 10) und dem 1984 erweiterten Sozialzentrum (Königswieser Straße 12) integriert; mit Ausstattung des Bildhauers Reinhold A. Grübl; raumgreifendes Kreuz, auf dem erhöhten Vorplatz. | D-1-62-000-7951 Wikidata | weitere Bilder                |
| Appenzeller Straße 2 (Standort)                  | St. Matthias                  | Katholische Pfarrkirche mit Pfarr- und Gemeindezentrum, in sich geschlossener burgartiger Komplex, 1964–65 von Alexander von Branca einheitlich in dunkelbraunem Klinkermauerwerk errichtet; freistehender Glockenturm als Zugang; Kirchenbau über quadratischem Grundriss, mit einbeschriebener, im Inneren von Betonstützen getragener Rotunde; zentraler Lichtschacht sowie Lichtband unterhalb der Flachdecke; mit Ausstattung; die Nebengebäude mit atriumsähnlichen Innenhöfen. | D-1-62-000-7943 Wikidata | weitere Bilder                |
| Engadiner Straße 1; Walliser Straße 3 (Standort) | Schulzentrum                  | Ehemalige Realschule und Tagesheimeinrichtung, jetzt Joseph von Fraunhofer-Realschule und Gymnasium Fürstenried, ein- bis viergeschossiger, gestaffelter Sichtbetonbau mit vortretenden Treppentürmen um zentralen Innenhof und mit vorgelagerten Podesten, in Formen des Brutalismus, von Peter Lanz, 1971–75; Farbkonzept im Inneren von Rupprecht Geiger; Skulptur Große Kore III, von Fritz Koenig, 1972; Skulptur ohne Titel, von Alf Lechner, 1973. | D-1-62-000-9004          | Schulzentrum                  |
| Forst-Kasten-Allee (Standort)                    | Forst-Kasten-Allee            | Auffahrtsallee des Schlosses Fürstenried, 18. Jahrhundert; auf die Frauenkirche ausgerichtet. | D-1-62-000-4991 Wikidata | Forst-Kasten-Allee            |
| Forst-Kasten-Allee 103 (Standort)                | Schloss Fürstenried           | Ehemaliges kurfürstliches Jagdschloss, jetzt Exerzitienhaus, errichtet 1715–17 von Joseph Effner. Hauptbau: drei durch niedrige Zwischentrakte verbundene Pavillons. Im 2. Stock des Mittelrisalits Raum mit reichem Stuckdekor der Bauzeit. (Übrige Innenräume mehrfach erneuert). Vorhof (mit Steinvase), flankiert von langgestreckten Nebengebäuden. Diese sind durch viertelkreisförmige Mauern mit der Einfahrt verbunden, einem Gitter (18. und 19. Jahrhundert) mit von Sandsteinlöwen bekrönten Torpfeilern. Beiderseits davon kubische Pavillons (Nebengebäude). Parallel zum östlichen Hofgebäude ein weiterer Nebenbau von ca. 1880, dem Schlosskomplex angepasst. Im Südosten Gewächshaus mit anschließendem Neurenaissance-Pavillon (um 1880). Garten südlich des Schlosses, im französischen Stil. Im zentralen Parterre neubarocke Steinplastiken, 1889 von Carl Fischer: Brunnen mit Faungruppe, vier Puttengruppen und zwei Vasen. Gartenmauer mit Blenden an der Innenseite. Eine weitere Mauer umschließt den ganzen Schlosskomplex. Im Garten Bruder-Konrad-Brunnen, 18. Jahrhundert, Figur modern, und (im ehemaligen Schimmelgarten) Delphinbrunnen mit Puttengruppe, wohl um 1715. Städtebaulich zugehörig die auf das Schloss zuführende Allee, siehe Olympiastraße. | D-1-62-000-1958 Wikidata | weitere Bilder                |
| Forst-Kasten-Allee 115 (Standort)                | Schlossökonomie               | Ehemaliger Ökonomiehof zum Schloss Fürstenried, Wohnteil des Südbaus: Zweigeschossiger Walmdachbau mit Risaliten, im Kern wohl 17./18. Jahrhundert, in der 2. Hälfte 19. Jahrhundert aufgestockt und umgebaut. | D-1-62-000-11054         | Schlossökonomie               |
| Forst-Kasten-Allee 115 (Standort)                | Waschhaus der Schlossökonomie | Ostbau: Erdgeschossiger Satteldachbau. | D-1-62-000-11054         | Waschhaus der Schlossökonomie |
| Genfer Platz 4 (Standort)                        | St. Karl Borromäus            | Katholische Pfarrkirche mit Gemeinde- und Pfarrhaus, Gruppe flachgedeckter Bauten mit sichtbarem Betonskelett und geschlämmter Backsteinausfachung, von Herbert Groethuysen unter Mitarbeit von Paul Hübner und Werner Fischer, 1963/64; Pfarrkirche über asymmetrischem Grundriss mit niedriger Sakramentskapelle, Betonkassettendach über Rundstützen, zwei umlaufende Fensterbänder und über der weit vorgezogene Altarinsel zentrales Oberlicht; an Altarraumrückwand Kreuz aus versilberten Gusseisenplatten, von Blasius Gerg, 1964; mit Ausstattung; überdachter Gang mit Glockenturm zwischen Pfarrkirche und Gemeindehaus; Gemeindehaus, eingeschossiger Flachdachbau; Pfarrhaus, zweigeschossiger Flachdachbau. | D-1-62-000-8499 Wikidata | weitere Bilder                |
| Nähe Silvrettaweg (Standort)                     | Pestsäule                     | viereckiger Bildstock mit Nische und vorkragendem Satteldach, spätgotisch, Renovierung, 1906 | D-1-62-000-4990 Wikidata | weitere Bilder                |